# Санта-Крус (Маніла)
Санта-Крус — район у північній частині міста Маніла, Філіппіни, розташований на правому березі річки Пасіг біля її гирла, межує з районами Тондо, Бінондо, Кіапо та Сампалок, а також районами Грейс-парк і район Сан-Хосе в Калукані та район Ла-Лома в Кесон-Сіті. Район належить до 3-го виборчого округу Маніли.

## Історія

### Іспанська колоніальна епоха
До приходу іспанських конкістадорів на Філіппінські острови район Санта-Крус був частково болотистою місцевістю, шматками зелені, фруктовими садами та частково рисовими полями. Іспанська експедиція в 1581 році заволоділа територією і передала її Товариству Ісуса, члени якого відомі як «єзуїти».
20 червня 1619 року єзуїти побудували першу римо-католицьку церкву в районі, де знаходиться теперішня парафія Санта-Крус. У 1643 році єзуїти закріпили образ Божої Матері зі Стовпа, щоб служити переважно китайським жителям цього району. Зображення привернуло увагу багатьох прихильників, і навколо нього виріс популярний культ.
24 червня 1784 року король Іспанії Карлос III передав документи на близько 2 км2 (0,77 квадратних миль) землі, яка була частиною Hacienda de Mayhaligue, лікарні Сан-Лазаро, яка на той час служила будинком для прокажених у Манілі.
У парафії Санта-Крус був побудований невеликий парк, який з'єднав територію зі штабом іспанської кавалерії, будівлею, яка колись була Колегією Сан-Ільдефонсо, якою керували єзуїти. За часів Іспанії в районі також була бійня та м'ясний ринок, а на півночі було китайське кладовище.
На отців-францисканців було покладено обов'язок піклуватися про прокажених у місті, зокрема в лікарні Сан-Лазаро. Батько Фелікс Уерта перетворив Сан-Лазаро на притулок для стражденних, і він став відомим домом для стражденних на північному березі річки Пасіг.

### Друга Світова війна
Під час Другої світової війни японські окупаційні сили, не знаючи про швидке наближення звільнення об'єднаними американськими та філіппінськими солдатами з півночі, у 1945 році покинули північні береги річки Пасіг, включаючи Санта-Крус. Санта-Крус і більша частина північних районів Манілі були врятовані від артилерійського обстрілу, а на сьогоднішній день у Санта-Крусі все ще залишиться ряд будівель і будинків до Другої світової війни.
Коли Філіппінська республіка була нарешті створена в липні 1946 року, комплекс лікарні Сан-Лазаро став головним офісом Департаменту охорони здоров'я країни.

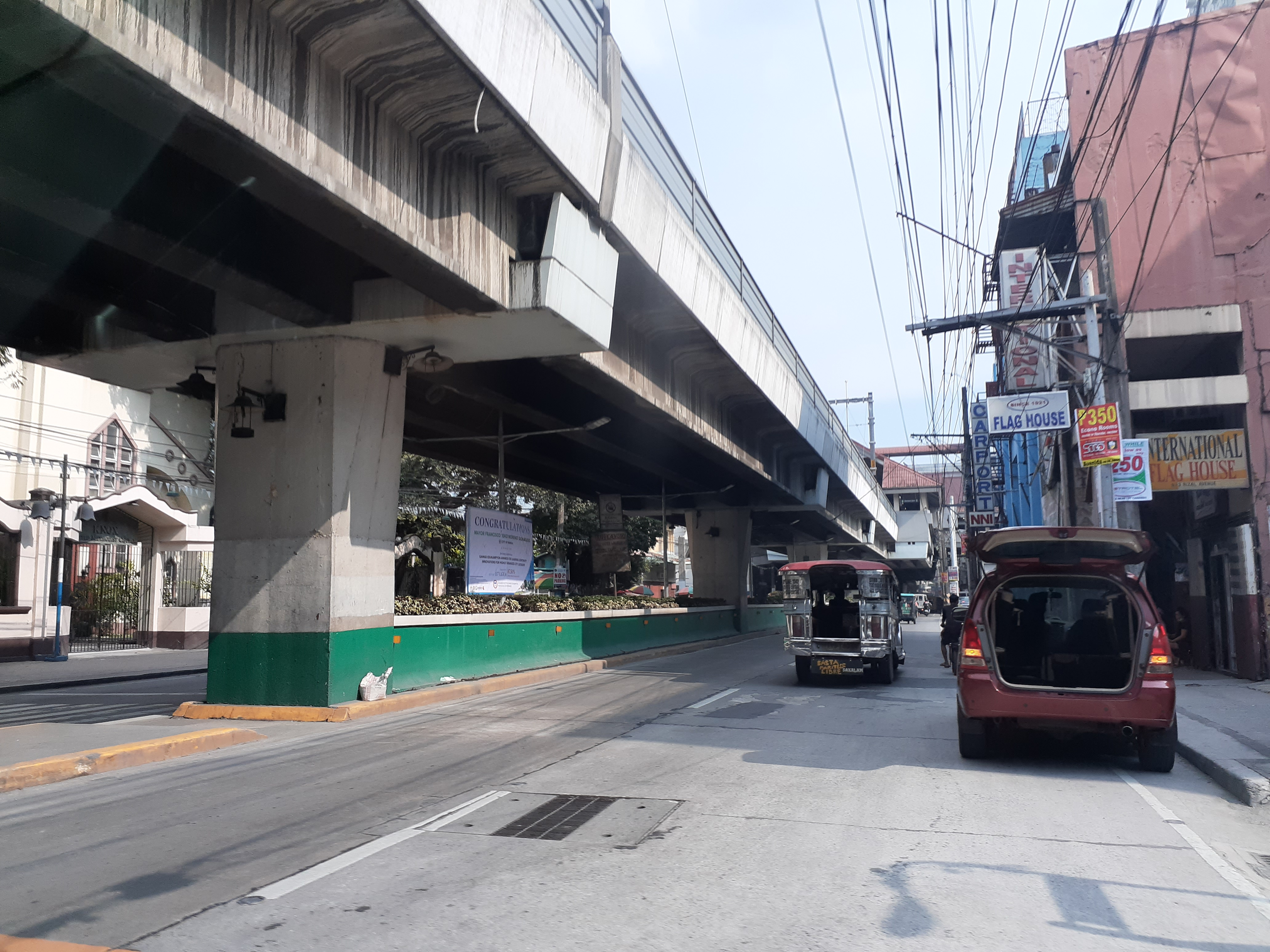
Проспект Хосе Рісаля

## Головні магістралі
Проспект Рісаля є головною магістраллю району.

## Галерея
|                                           |
| Меморіальний медичний центр Хосе Р. Реєса |

|                                |
| Манільський китайський цвинтар |

|                                |
| Манільський китайський цвинтар |

|                                      |
| Туристичний і бізнес-парк Сан-Лазаро |

|                                      |
| Архієпархіальний храм Еспіріту-Санту |